# Михаил Садовяну
Михаил Садовяну (на румънски: Mihail Sadoveanu) е румънски писател, журналист и политик, два пъти държавен глава на републиката (1947–1948 г. и 1958 г.). Той е един от най-плодовитите румънски писатели на исторически и приключенски романи, на разкази, на документални книги и пътеписи. Първите си произведения е писал под псевдонимите Михай от Пашкани (на румънски: Mihai din Pașcani) и М. С. Кобуз (на румънски: M. S. Cobuz).

## Биография и творчество
Михаил Садовяну е роден на 5 ноември 1880 г. в Пашкани, Молдова, Румъния, в семейството на адвоката Александру Садовяну и Профира Урсаки. Има братя – Александру, литературен критик, и Василе, селскостопански инженер. Учи в началното училище на Пашкани и използва свободното си време да обикаля региона, като се запознава с живота на селяните. После учи в гимназията „А. Александру Доници“ във Фълтичени, където започва активно да се интересува от литературата, заедно със своите съученици и бъдещи автори Еужен Ловинеску и И. Драгослав.
В гимназията през 1897 г. пише първата си сатирична история „Domnişoara M din Fălticeni“, която е публикувана в сатиричното списание „Dracu“ в Букурещ под псевдонима „Михай от Пашкани“. Първоначално започва да пише за списанието на символистите „Vieaţa Nouă“ през 1898 г., но после се насочва към несимволистичните издания „Opinia“, „Pagini Literare“, и др. През 1900 г. отива в Букурещ да учи право в Националния университет. Там попада в бохемските среди и не след дълго решава да напусне юридическите науки и да се занимава с писане в посока на реалистичната проза.
През 1901 г. се жени за Екатерина Балу и двамата се установяват във Фълтичени. Първоначално живеят в къща собственост на писателя Йон Креанга, а по-късно се нанасят в нова сграда с градина, известна като „Градината на спокойствието“. Двамата имат 11 деца, от които 3 дъщери.

### Ранна кариера
Във Фълтичени Садовяну започва първия си роман „Fraţii Potcoavă“, като фрагменти от него са публикувани през 1902 г. в списание „Pagini Alese“ под псевдонима М. С. Кобуз. През следващата година служи в Румънските сухопътни войски като охрана близо до Търгу Окна, което в бъдеще му служи за публикация на първата социална критика.
През 1903 г. започва да пише за вестник „Sămănătorul“, воден от Николае Йорга. Връща се в Букурещ през 1904 г. като служител Съвета на училищата на Министерството на образованието.
През 1904 г. е ефективният дебют на Садовяну с романа „Soimii“ и различни разкази. През същата година той става редактор на вестник „Sămănătorul“, което му позволява да улови интереса на обществото и неговите връстници. Продължава да твори усилено и в следващите години.
След 1906 г. се свързва с групата, обединена около „Viata Românească“, която пропагандира традиционализма и натурализма. Водещият идеолог на групата Герабет Ибраилеану става негов личен приятел и го кани на ловен излет по река Ръшка, послужил по-късно за основа на неговите ловни разкази.
През същата година Садовяну се прибира във Фълтичени, но съвсем скоро отново е извикан като офицер в армията. Поради наднормено тегло служи кратко и през 1907 г. отново се връща на административна работа в Министерството на образованието.
Михаил Садовяну става професионален писател в периода 1908–1909 г. Присъединява се към Румънското общество на писателите и дори става негов председател, като заедно с колегите си подема кампания срещу еклектизма. През 1911 г. подава оставка като председател, но остава в ръководството.
В периода 1910–1919 г. е директор на Националния театър в Яш. По време на Междусъюзническата война е призован отново в армията и достига до чин лейтенант в частта си във Фълтичени и кратко пребиваване на предната линия. След войната става добър приятел с хумориста Георге Топирсеану и заедно с други колеги правят културни обиколки през 1914–1915 г. Като резултат от тях се ражда романът му „Родът на Шоймару“, публикуван през 1915 г.

### Кариера между двете войни
През 1916–1917 г. Румъния влиза в Първата световна война на страната на Антантата, а Садовяну остава в Молдова, която не е завзета от Централните сили. Заклеймява войната и приветства присъединяването на Румъния към Антантата. През това време той отново е избран за председател на Румънското общество на писателите – позиция, която заема до 1918 г.
След войната се установява в квартал Копу в Яш като купува и възстановява историческата вила, известна като „Къщата с кулата“. В този период се свързва с леви интелектуалци като Артур Горовей, с които основават и редактират списанието „Răvaşul Poporului“.
През 1921 г. става пълноправен член на Румънската академия на науките. Неговият дом става притегателен център за творческата интелигенция. Въпреки здравословните си проблеми той прави обиколки на местните забележителности и манастири, като публично пропагандира опазването на румънския фолклор и православни манастири.
В следващите години Садовяну посещава Трансилвания и достига до Нидерландия с Ориент Експрес. За своите обиколки пише завладяващи пътеписи, намиращи радушен прием сред читателите. Той става все по-популярен като писател и през 1930 г. неговият юбилей е отбелязан на национално ниво. Същата година участва в написването и редактирането на началните училищни учебници.
През тези години Садовяну се включва активно в политиката на страната на Народната партия и Националлибералната партия. През 1927 г. печели място в Камарата на Бихор, а през 1931 г. в Сената на Яш като известно време е негов председател. Успоредно с политиката той сътрудничи и на органа на левицата „Адевърул“.
В годините между двете войни Садовяну е изключително продуктивен в написването на исторически романи. По същото време той се свързва с масонската ложа в Румъния и е неин член от около 1926 г. Бързо достига 33-та степен в организацията под надзора на Димитрие Кантемир в Яш. През 1932 г. е избран за Велик Майстор, а през 1934 г. е признат за Велик Майстор на Съединеното румънско масонство.
Садовяну е независим в своите политически убеждения и благодарение на стабилните приходи от произведенията си. Един от най-популярните романи е първият том на историческия епос „Fraţii Jderi“ издаден през 1935 г. През 1936 г. писателят приема почетното председателство на „Адевърул“ и сутрешното издание „Dimineaţa“. По това време той влиза с публикациите си в спор с крайната десница и радикалните легионерски групи организират аутодафе (публично изгаряне) на книгите му. В негова подкрепа се обявяват редица интелектуалци, а Университетът в Яш го удостоява с титлата „доктор хонорис кауза“.
В началото на 40-те Садовяну се оттегля от политиката поради настъпващите десни диктатури в страната под влиянието на фашистка Германия. Въпреки това той подкрепя крал Карол II и борбата му срещу легионерите, за което е назначен лично в Сената на Карол. След като кондукътор Йон Антонеску смазва метежа на легионерите и установява авторитарна диктатура, Садовяну продължава да има осезаемо присъствие в културния живот и води лекции на културни теми по румънското радио.
След публикуването на третата част от „Fraţii Jderi“ през 1942 г., Садовяну се оттегля в любимия си район на река Ариеш, където си е построил къща и църква. През това време Садовяну се жени за много по-младата Валерия Митру – писателка феминистка.
През август 1944 г., пред настъпващите съветски войски, крал Михай I сваля Антонеску и Румъния преминава на страната на съюзниците през Втората световна война. В края на същата година в Академията се чества 40-ата годишнина от дебюта на писателя и се прави ретроспекция на неговото творчество.

### Кариера в комунистическата система
След окупацията на Румъния от съветската Червена армия и идването на комунистическата система Садовяну подкрепя новите власти. Той преименува собствения си стил от реализъм в социалистически реализъм. Влиза в Румънското общество за приятелство със Съветския съюз (ARLUS) и скоро, след прием на пратениците на Сталин с ръководител Андрей Вишински, става председател на секцията за литература и философия.
Литературните и политически промени на Садовяну стават известни през март 1945 г., когато той изнася доклада „Lumina vine de la Răsărit“ за съветския лидер Йосиф Сталин в конферентната зала в Букурещ. Подкрепата му за Сталин го прави желан гост в Съветския съюз и той е поканен заедно с други интелектуалци на обиколка от Съветската академия на науките.
В края на 1946 г. Садовяну е избран за депутат в новия Парламент, като кандидат на Комунистическата партия, и на първата му сесия през декември е избран за негов председател. Като такъв му е дадена вилата на емигриралия румънски журналист Памфил Шейкару в областта Чиорогърла. През 1948 г. крал Михай I абдикира и е установен комунистически режим. Садовяну е издигнат на високи ръководни постове в партията, а след чистката в Академията на науките става член на Президиума ѝ.
През 1949 г. Румънското общество на писателите е преобразувано в Съюз на румънските писатели, и Садовяну става негов почетен председател, а през 1950 г. е избран за председател. През същата година се премества да живее в Букурещ. По това време той започва да пише своите произведения в приетия официален стил – социалистически реализъм. Пример за това е романът „Mitrea Cocor“ от 1949 г., възхваляващ политиката на колективизация, и за който Садовяну получава държавната награда за проза.
През целия период той участва в големи комунистически културни кампании, като промяната на румънската азбука, проявите в рамките на Студената война, промяната на Конституцията, промените в доктрината след смъртта на Сталин през 1951 г., и др. През ноември 1955 г. получава званието „Герой на социалистическия труд“.
След 1956 г. започва процес на десталинизация в обществения живот и Садовяну отново е представен като основен културен модел. През 1958 г., от 7 до 11 януари, отново е член на Президиума на Великото народно събрание на Румъния.

### Последни години
Достигнал преклонна възраст и натоварен с разностранни задължения Садовяну получава инсулт. Той започва дълго лечение в предоставена му вила в областта Ванатори-Неамт. Там той продължава да се среща със своите литературни и политически приятели.
За своето ново литературно творчество и политическа лоялност получава Ленинската награда за мир.
Михаил Садовяну умира на 19 октомври 1961 г. във Ванатори-Нямц, Молдова, Румъния. Погребан е в гробището „Белу“ в Букурещ, в непосредствена близост до най-големия румънски поет Михай Еминеску и драматурга Йон Лука Караджале.
Независимо от противоречивите критики за последните му творби Садовяну се цени като патриарх на съвременната румънска литература. Домовете, в които е живял, са превърнати в музеи, а редица улици в румънски градове са кръстени на негово име. Освен в Румъния той е почитан и в Република Молдова.

## Произведения

### Самостоятелни романи
- Fraţii Potcoavă (1902)
- Soimii (1904)
- Mormântul unui copil (1905)
- Amintirile căprarului Gheorghiță (1905)
- Vremuri de bejenie (1906)
- La noi în Viișoara (1906)
- O istorie de demult (1907)
- Duduia Margareta (1907)
- Genoveva de Brabant (1909)
- Cântecul amintirii (1909)
- Apa morților (1911)
- Bordeenii (1912)
- Un instigator (1912)

- Neamul Șoimăreștilor (1915)
Родът на Шоймару, изд.: „Отечество“, София (1982), прев. Спаска Кануркова
- Foi de toamnă (1916)
- Printre gene (1916)
- Umiliții mei prieteni (1917)
- Umbre (1919)
- În amintirea lui Creangă (1919)
- Priveghiuri (1919)
- Cocostârcul albastru (1921)
- Strada Lăpușneanu (1921)
- Neagra Șarului (1922)
- Pildele lui cuconu Vichentie (1922)
- Lacrimile ieromonahului Veniamin (1922)
- Oameni din lună (1923)
- Ți-aduci aminte (1923)
- Venea o moară pe Siret (1924)
Една воденица се носеше по Сирет, изд.: „Народна култура“, София (1976), прев. Спаска Кануркова
- Dumbrava minunată (1926)
- Dimineți de iulie. Stigletele (1927)
- Demonul tinereții (1928)
- Анкуциния хан, Hanu-Ancuței (1928)
- O întâmplare ciudată (1928)
- Зодия рак или времето на княз Дука, Zodia Cancerului sau Vremea Ducăi-Vodă (1929)
- Baltagul (1930)
Брадва, изд.: „Народна култура“, София (1948), прев. Янка Митева
- Depărtări (1931)
- Măria Sa, puiul pădurii (1930)
- Nunta domniței Ruxandra (1932)
- Uvar (1932)
- Creanga de aur (1933)
- Мястото, където нищо не се случи, Locul unde nu s-a întâmplat nimic (1933)
- Soarele în baltă sau aventurile șahului (1934)
- Nopțile de Sânziene (1934)
- Trenul fantomă (1934)
- Cele mai vechi amintiri (1934)
- Cuibul invaziilor (1935)
- Paștile blajinilor (1935)
- Inima noastră, (1935)
- Cazul Eugeniței Costea (1936)
- Țara cangurului (1937)
- Мечо око, Ochi de urs (1938)
- Valea Frumoasei (1938)
- Morminte (1939)
- Frații Jderi, 1-3 (1935–1942)
- Divanul persian (1940)
- Vechime (1940)
- Ostrovul lupilor (1941)
- Fantazii răsăritene (1946)
- Caleidoscop (1946)
- Păuna mică (1948)
- Mitrea Cocor (1949)
Митря Кокор, изд.: „Народна култура“, София (1951), прев. И. Стефанов
- Nada Florilor, amintirile unui pescar cu undița (1951)
Островът на цветята, изд.: „Народна младеж“, София (1955), прев. Йордан Стратиев
- Nicoară Potcoavă (1952)
Никоара Поткоава, изд.: „Народна култура“, София (1954), прев. Василе Христу
- Aventuri în Lunca Dunării (1954)
- Evocări (1954)
- Mărturisiri (1960)

### Сборници разкази
- Floare ofilită (1905)
- Esopia (1906)
- Însemnările lui Neculai Manea (1906)
- Povestiri de seară (1909)
- Povestiri pentru copii (1926)
- Povestiri pentru copii (1935)
- Povestiri alese (1935)
- Povestirile de la Bradu-Strâmb (1941)
- Istorisiri de vânătoare (1937)

### Документалистика
- Istoria marelui împărat Alexandru Macedon în vremea când era emirul lumii 5250 de ani (1907)
- Oameni și locuri (1908)
- Cum putem scăpa de nevoi și cum putem dobândi pământ (1909)
- Povestiri de petrecere și folos (1911)
- Priveliști dobrogene (1914)
- 44 de zile în Bulgaria (1916)
- Povestiri pentru moldoveni (1919)
- Războiul balcanic (1923)
- Țara de dincolo de negură (1926)
- Olanda, reportaje de călătorie în Olanda (1928)
- Împărăția apelor (1928)
- Viața lui Ștefan cel Mare, biografie (1934)
- Anii de ucenicie (1944)
- Însemnări pe marginea articolului 80 (1952)

### Филмография
- 1929 Sturmflut der Liebe – сценарий
- 1951 Toamna în delta – документален
- 1953 Mitrea Cocor – по романа
- 1965 Neamul Soimarestilor – по романа
- 1970 Baltagul – по романа
- 1973 Fratii Jderi – по романа
- 1980 Vacanta tragica
- 1981 Dumbrava minunată – по романа
- 1983 Ochi de urs – по романа
- 1989 Noiembrie, ultimul bal – по романа „Мястото, където нищо не се случи“

### Книги за Михаил Садовяну
- Sensul etic al operei lui Sadoveanu (1955) – от Димитру Мику
- Mihail Sadoveanu, o biografie a operei (1963) – от Савин Брату
- Михаил Садовяну – живот и творчество, Mihail Sadoveanu (1963) – от Константин Чопрага
- Sadoveanu sau utopia cărții (1976) – от Помпилиу Марцеа
- Viața lui Mihail Sadoveanu, Copilăria și adolescența (1976) – от Профира Садовяну
- Cărțile lui Mihail Sadoveanu (1981) – от Йон Влад
- Sadoveanu-divanul înțeleptului cu lumea (1982) – от Моника Спиридон
- Introducere în opera lui Mihail Sadoveanu (2001) – от Фатуш Байлестеану
- Treptele lumii sau calea către sine a lui Mihail Sadoveanu (2007) – от Александру Палеологу